# Cuerda Larga
La Cuerda Larga es uno de los principales ramales montañosos de la Sierra de Guadarrama (sierra perteneciente al Sistema Central). Esta línea montañosa se extiende de oeste-suroeste a estenoreste dentro del noroeste de la Comunidad de Madrid (España) y tiene una longitud de 16 km en línea recta sobre mapa (25 km en recorrido completo de ida a pie). Comienza en el puerto de Navacerrada (extremo oeste) a una altitud de 1858 m s. n. m. y termina en el puerto de la Morcuera (extremo este), a una altitud de 1796 m s. n. m.

## Descripción

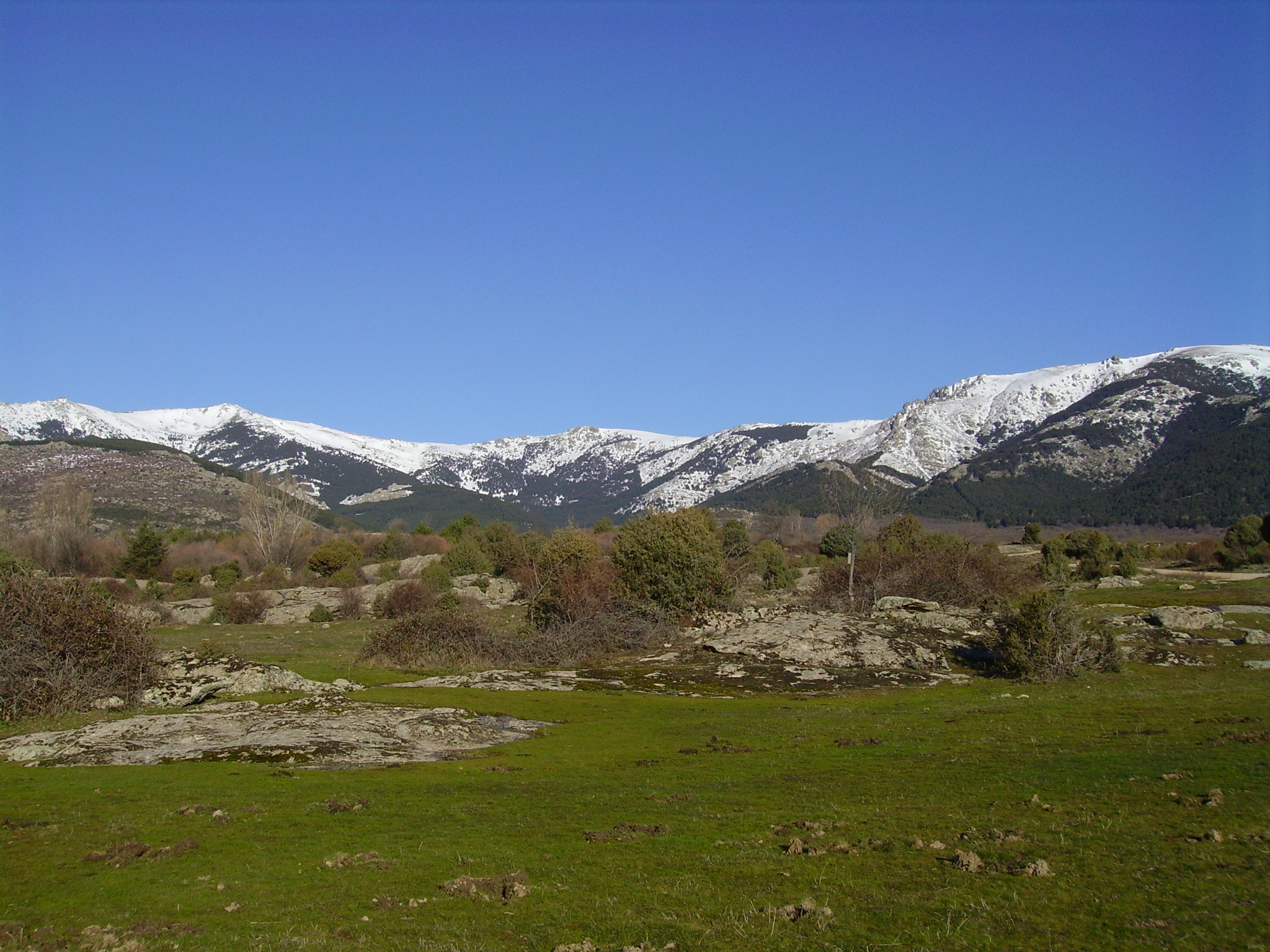
Cara sur de la zona este de Cuerda Larga vista desde la zona baja del Hueco de San Blas.

Es una de las zonas más elevadas de la Sierra de Guadarrama al tener una altitud mantenida de más de 2100 metros. El pico más alto es la Cabeza de Hierro Mayor, que con sus 2383 metros representa la segunda elevación de la Comunidad de Madrid. En la vertiente norte de Cuerda Larga está la zona alta del valle del Lozoya, y en la cara sur se extienden la Garganta del Manzanares, La Pedriza, una zona de gran interés deportivo y paisajístico, y el Hueco de San Blas. Este cordal montañoso constituye la divisoria de las cuencas de los ríos Lozoya, al norte, y el Manzanares, al sur, ambos afluentes del río Jarama. 
Al este de Cuerda Larga está la Sierra de la Morcuera, una alineación montañosa más baja y que tiene una orientación similar. Este cordal montañoso comienza en el puerto de la Morcuera. En el extremo oeste de Cuerda Larga, en la Bola del Mundo, comienza un cordal montañoso llamado sierra de los Porrones y orientado hacia el sureste. Su altitud se pierde progresivamente según se avanza hacia el citado sentido.

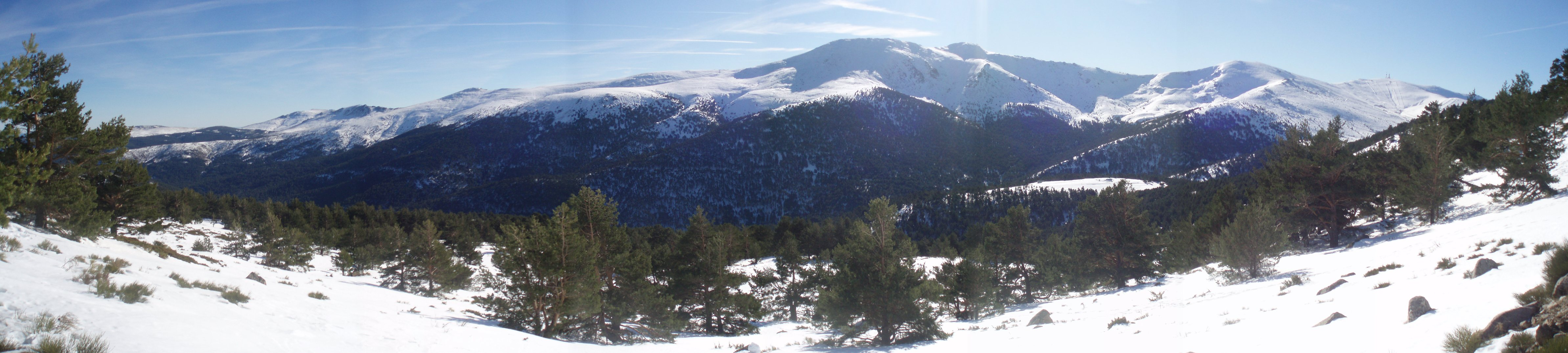
Cara norte de la Cuerda Larga en invierno vista desde el parque natural de Peñalara.

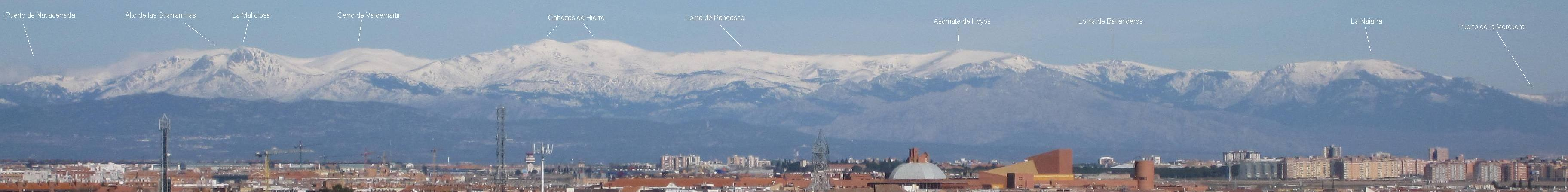
Cara sur de la Cuerda Larga vista desde la cima del Cerro Buenavista.

## Cumbres
Las montañas que conforman la Cuerda Larga, ordenadas de oeste a este, son las siguientes:
- Bola del Mundo o Alto de las Guarramillas, 2265 m
- Cerro de Valdemartín, 2283 m
- Cabeza de Hierro Menor, 2374 m
- Cabeza de Hierro Mayor, 2383 m
- Peña Vaqueros, 2233 m
- Loma de Pandasco, 2238 m
- Navahondilla, 2234 m
- Asómate de Hoyos, 2242 m
- Loma de Bailanderos, 2133 m
- La Najarra, 2120 m

## Travesía de Cuerda Larga

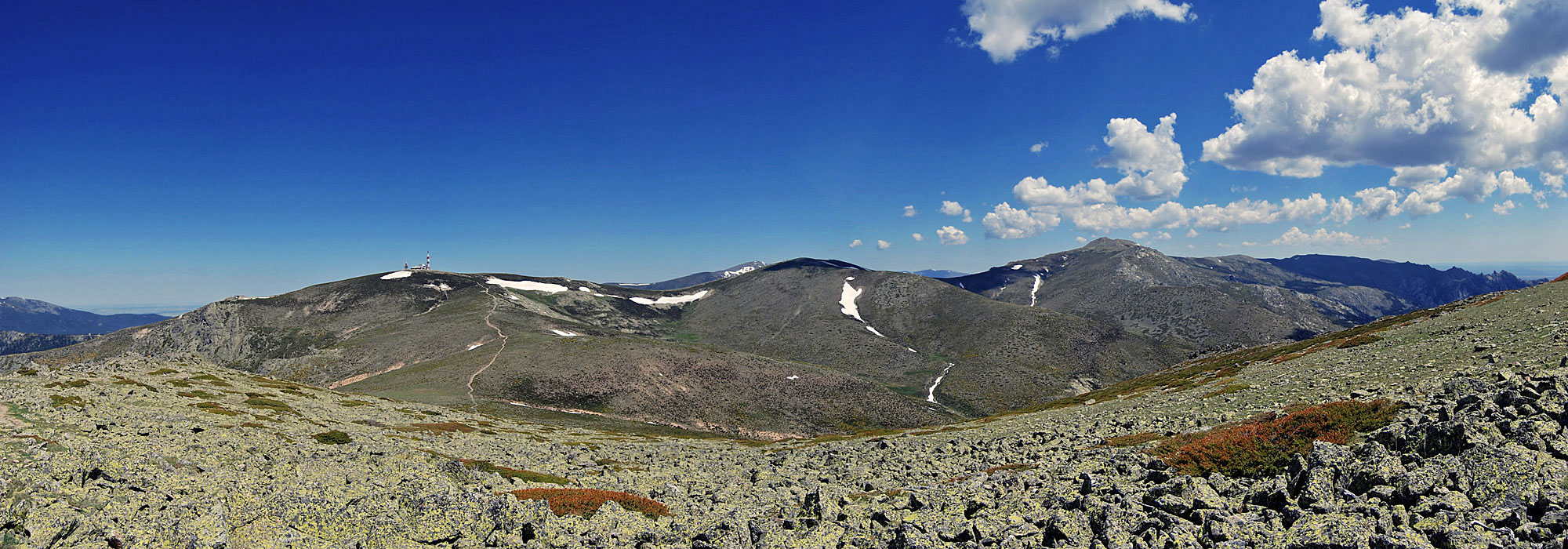
Vista de la Cuerda Larga desde la Maliciosa.

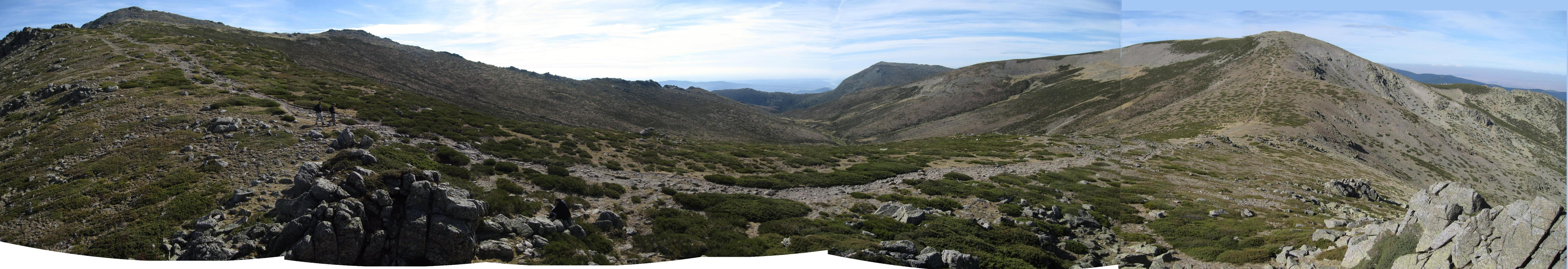
Tramo de la travesía de Cuerda Larga comprendido entre Cabezas de Hierro (izquierda) y el Cerro de Valdemartín (derecha).

La travesía de Cuerda Larga es uno de los caminos más importantes y difíciles de los que hay en toda la Comunidad de Madrid debido a su gran longitud y desnivel acumulado. Sin embargo no requiere grandes conocimientos técnicos sobre escalada, salvo en invierno y primavera, época en la que es necesario el uso al menos de crampones debido a los grandes espesores de nieve y hielo que se encuentran a esas altitudes. El fuerte viento es otro factor de riesgo.

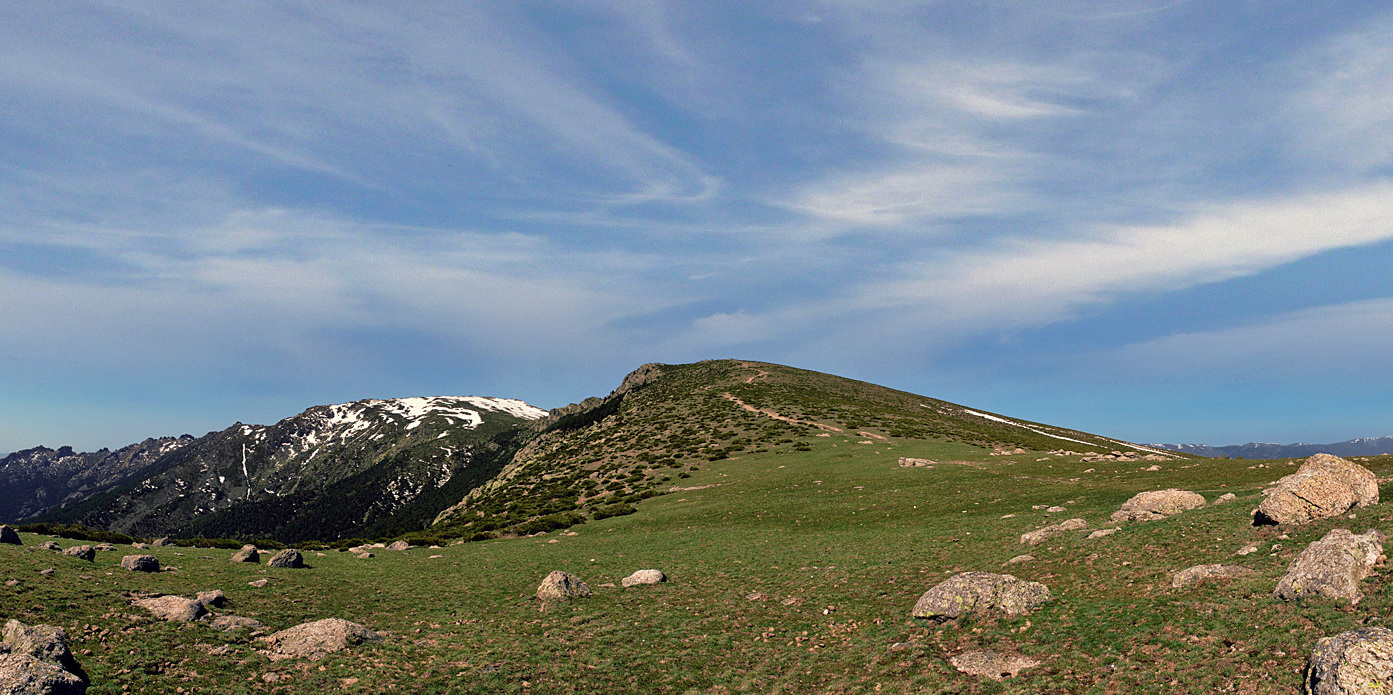
Vista de la ladera este de la loma de Bailanderos desde el collado de La Najarra.

Existen dos opciones de recorrido, que se suele realizar comenzando en Navacerrada y terminando en el Puerto de la Morcuera. El recorrido más transitado no incluye la dura ascensión a La Najarra y tiene una longitud de ida de 21 km, un desnivel acumulado de ascensión de 1300 metros aproximadamente y se realiza en 7 horas (solo ida). El verdadero trayecto de la Cuerda Larga incluye la ascensión a La Najarra, tiene un recorrido de 25 km, un desnivel acumulado de 1700 metros y se realiza en 9 horas (solo ida).  El hecho de que en el segundo puerto de montaña no haya transporte público hace que los montañeros que recorren la travesía entera tengan que tener un coche en cada puerto, pasar la noche haciendo vivac o bajar hasta el municipio de Miraflores de la Sierra, donde hay autobuses de línea que van a Madrid. Las vistas del valle del Lozoya al norte y La Pedriza y la llanura madrileña al sur son constantes en toda la travesía, lo que le da un atractivo especial.
El camino empieza en el puerto de Navacerrada (1858 m), lugar donde hay una estación de ferrocarril y una línea de autobús que sale de la estación de Moncloa, en Madrid. La travesía comienza ascendiendo primero a la Bola del Mundo por una pista que sale del puerto por la zona este junto al aparcamiento. Una vez en la cima de esta montaña, el camino desciende hasta el collado de Valdemartín y a continuación asciende al Cerro de Valdemartín. Luego baja hasta otro paso de montaña para después subir a las Cabezas de Hierro, ascendiendo primero a la Menor (2374 m), luego a la Mayor (2383 m), en un paso difícil, la cual es la máxima altura de toda la travesía. A continuación, el camino desciende a la Loma de Pandasco (en el entorno de los 2200 m) y más tarde alcanza Asómate de Hoyos, ya sobre La Pedriza posterior. Luego la travesía llega a la Loma de Bailanderos, donde hay grandes rocas que se mueven ligeramente (de ahí su nombre), de nuevo con pasos de dificultad técnica, después alcanza el pico de la Najarra y finalmente, tras desandar todo el trayecto de la Najarra, se desciende hasta el Puerto de la Morcuera (1796 m).

## Véase también

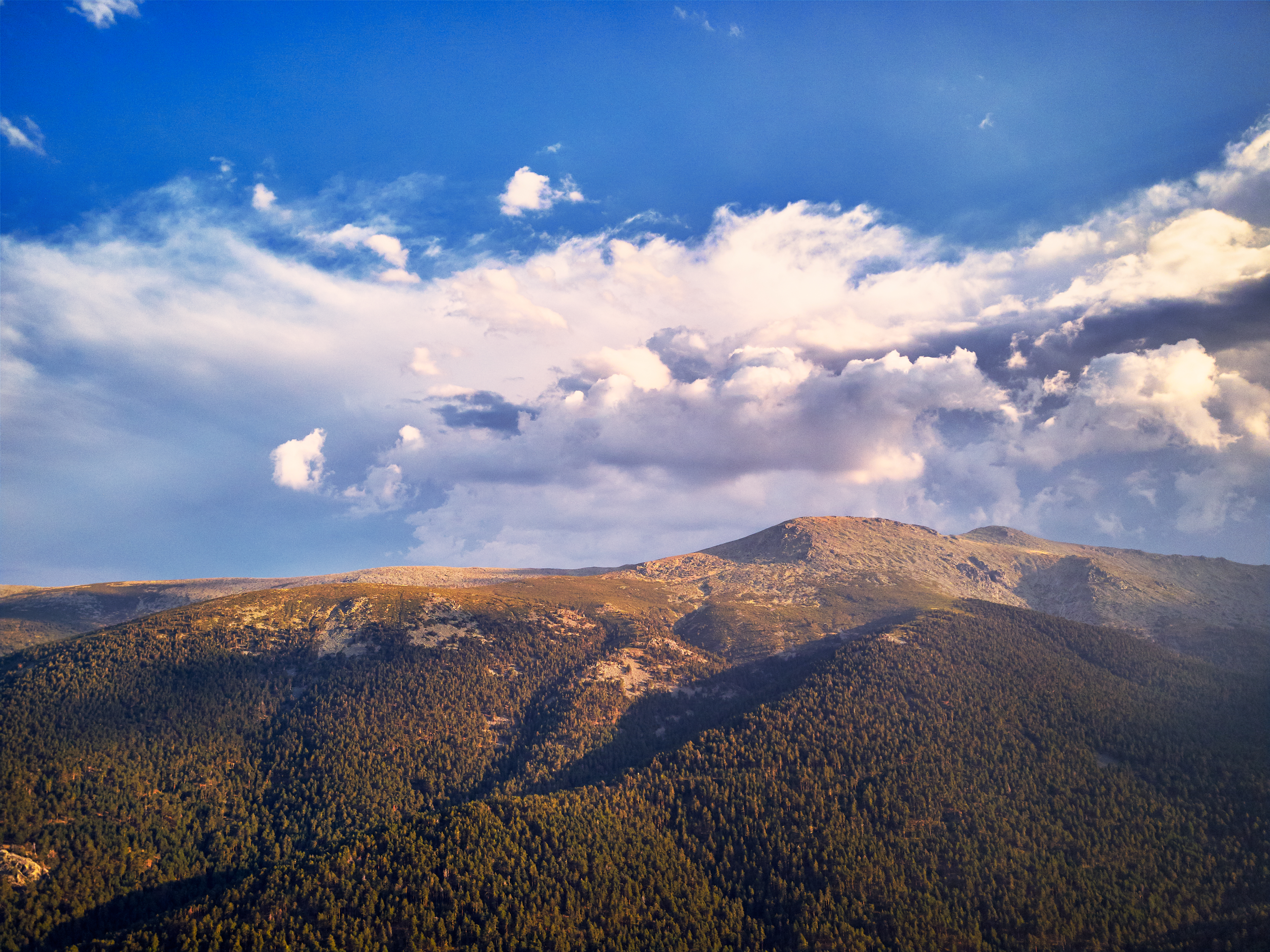
Parte este de la Cuerda Larga.